# Del odio al amor
Del Odio Al Amor es el segundo álbum de estudio de la cantante colombiana Fariana. Fue publicado el 4 de julio de 2012 bajo el sello El Ritmo Records. Contó con las colaboraciones de Pipe Calderon, Rayo y Toby. El sencillo promocional «Soñar no cuesta nada», contó con una remezcla con Jowell & Randy.

## Lista de canciones
- Adaptados desde TIDAL.[5]

| N.º   | Título                                         | Duración |  |
| 1.    | «Mi Ejército»                                  | 3:48     |  |
| 2.    | «Me Robo El Show»                              | 3:20     |  |
| 3.    | «Soñar No Cuesta Nada»                         | 3:30     |  |
| 4.    | «Let's Go»                                     | 3:42     |  |
| 5.    | «Pongan Atención»                              | 3:57     |  |
| 6.    | «Descaradamente Bella»                         | 3:59     |  |
| 7.    | «Te Quiero Ver»                                | 3:38     |  |
| 8.    | «Entre La Espada y La Pared (con Rayo & Toby)» | 4:08     |  |
| 9.    | «De Lao A Lao»                                 | 3:19     |  |
| 10.   | «Money, Money»                                 | 3:32     |  |
| 11.   | «Tú (con Pipe Calderón)»                       | 3:28     |  |
| 12.   | «Milagros Cruz»                                | 3:13     |  |
| 43:47 |                                                |          |  |